# Kilaut
Le kilaut, kilain ou qilaut (ᕿᓚᐅᑦ) est un instrument de musique de la famille des percussions joué par les Inuits.

## Description
C'est un tambour de 50 à 75 cm de diamètre, dont la membrane, en peau de caribou, est tendue sur un cadre circulaire en bois. Ce cadre est prolongé d'une poignée pour tenir l'instrument. Pour en jouer, on le frappe avec le kututarq, une mailloche en bois.
Cet instrument est utilisé dans chants et danses du tambour des Inuits, une pratique culturelle inscrite en 2021 sur la liste représentative du patrimoine culturel immatériel de l'humanité pour le Danemark.

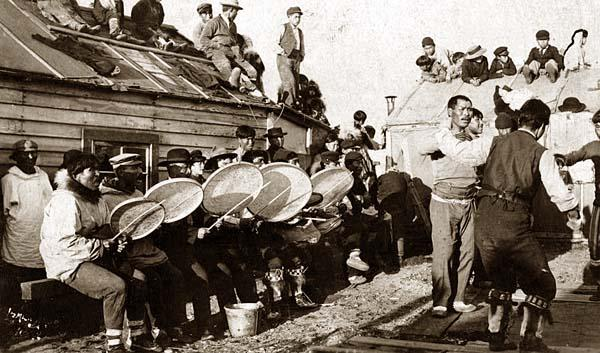
Danse inuite vers 1900.

Il avait traditionnellement un rôle religieux, étant utilisé pour invoquer la protection des dieux avant le départ des chasseurs et des pêcheurs. Il servait également à animer les réunions entre tribus, sa musique devenant un support pour les danses. 